# Carl-Johan Lerby
Carl-Johan Lerby, född 7 juli 1997 i Trelleborg, är en svensk ishockeyspelare som spelar för Kalmar HC i Hockeyallsvenskan. 
Carl-Johan är bror till Clara Lerby, som är handbollsspelare.